# Expédition botanique à la vice-royauté du Pérou

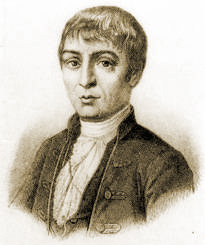
Hipólito Ruiz López.

L'expédition botanique à la vice-royauté du Pérou, également connue sous le nom d'expédition botanique de Ruiz et Pavón, est une expédition botanique espagnole conduite dans les territoires de la vice-royauté du Pérou entre 1777 et 1788.
Commandée par le roi d'Espagne Charles III, l'expédition fut menée par les botanistes Hipólito Ruiz López, José Antonio Pavón et Joseph Dombey.